# Mario Party (videojuego)
Mario Party (マリオパーティ  Mario Pāti?) es un videojuego para la consola Nintendo 64, desarrollado por Hudson Soft y distribuido por Nintendo. Fue lanzado en Japón el 18 de diciembre de 1998, luego en Norteamérica el 8 de febrero de 1999 y en Europa el 9 de marzo de 1999. De este también se han lanzado secuelas para sus consolas sucesoras, Nintendo GameCube, Game Boy Advance, Nintendo DS, Wii, Nintendo 3DS, Wii U y Nintendo Switch con garantías de perdurar en el futuro de sus creadores, Nintendo.
Mario Party es la primera entrega de una amplia serie de videojuegos del mismo nombre del tipo "juego de tablero" con la creatividad de Nintendo, empleando las características del clásico en los videojuegos de Super Mario. El juego dispone de varias versiones llegando a tener siete partes distintas que para las distintas consolas, llegaron a realizar hasta nueve juegos en seis años.

## Historia
Un día Mario y sus amigos estaban discutiendo sobre quien era la súper estrella. Wario dice que una súper estrella debe ser fuerte, a lo que Donkey Kong esta de acuerdo. Ambos pelean para ver quién es el más fuerte y Luigi queda en medio de ambos. Toad dice que Mario sería una gran súper estrella, o tal vez Peach o Yoshi. El grupo comienza a acercarse a Toad. Él dice que tiene una idea, sugiere que el grupo vaya a través de la tubería verde en el centro de la Aldea Champiñón (Mushroom Village) y por medio de sus aventuras, descubrir quién es la súper estrella. Advierte que el camino será peligroso y no solo se necesita fuerza, sino también valentía, sabiduría y buen corazón. Todos están de acuerdo y corren hacia la tubería.

## Personajes
Controlables
- Mario
- Luigi
- Peach
- Yoshi
- Wario
- Donkey Kong

No controlables
- Toad
- Koopa Troopa
- Boo
- Bowser

## Menú
El menú principal muestra un mapa de la Aldea Champiñón (Mushroom Village). Cada edificio es una opción.
- Aventura (Party): Se accede a través de la tubería verde ubicada en el centro de la aldea.
- Casa de Minijuegos: Está ubicada en las orillas del río a la derecha. Aquí se pueden jugar y comprar minijuegos.
- Tienda Champiñón: Aquí se pueden comprar diversos objetos para el juego.
- Banco Champiñón: Aquí se puede ver cuántas monedas y estrellas están guardadas. También hay una caja fuerte en la que se puede activar o desactivar la mayoría de los objetos comprados en la Tienda Champiñón.
- Casa de Opciones: Se accede a través de la casa ubicada al fondo. Aquí se puede configurar el sonido y borrar datos guardados.
- Isla de los minijuegos: Se accede a través de una balsa en el río.

## Tableros
Mario Party tiene 8 tableros en total, de los cuales 6 están disponibles desde un principio, mientras que los otros dos son desbloqueables. Para acceder a los tableros, se debe entrar en la tubería verde ubicada en el centro de la Aldea Champiñón. El objetivo de los jugadores en los tableros es buscar a Toad, que vende una estrella que cuesta 20 monedas. En los tableros también aparece Koopa Troopa, que se encarga de darle 10 monedas a un jugador cada vez que él o ella pasan a su lado, aunque en los últimos 5 turnos dará 20 monedas. Boo aparece para que un jugador pueda robarle monedas o una estrella a un oponente, robar monedas es gratis, pero robar una estrella tiene un costo de 50 monedas. También aparece Bowser, que vende un "objeto inútil", que en cada tablero tiene diferentes costos, lo más recomendable es no pasar junto a él.
- DK's Jungle Adventure (Jungla de aventura de Donkey Kong): Este tablero tiene la temática de una selva, en la que hay varios Rocos custodiando algunos caminos y, para pasar por ellos, es necesario pagarles 10 monedas. Al caer en una casilla de interrogación (?), aparece una roca gigante que perseguirá a los jugadores (parodia de Indiana Jones) y les obligará a moverse varias casillas, trasladándolos a otra parte del tablero. Si un jugador llega con Bowser, le dará un objeto inútil, que es una estatua dorada de Bowser, y obliga a los jugadores a pagar 10 monedas. Superestrella: Se revela un cofre del tesoro que contiene un manojo de plátanos dorados. El jugador que quedó en último lugar, será perseguido por la roca gigante.

- Peach's Birthday Cake (El pastel de cumpleaños de Peach): Tiene la temática de un pastel. Al caer en una casilla de interrogación se puede pagar 30 monedas para colocar una Planta Piraña que roba una estrella a un oponente si cae en ella. En la mitad del tablero se encuentra un Goomba, al que hay que pagarle 10 monedas para que plante una semilla. Si la cara de Toad aparece en la flor, el jugador tomará el camino a la estrella, pero si sale la cara de Bowser, tomará el camino hacia él, quien le da al jugador un objeto inútil, que es un pastel de Bowser con forma de caparazón de púas con una vela y obliga al jugador a pagar 20 monedas. Superestrella: El pastel termina de decorarse con velas encendidas. El jugador que quedó en último lugar, una Planta Piraña morderá a éste.

- Yoshi's Tropical Island (Isla tropical de Yoshi): Es un tablero con dos islas, una de arena y la otra tropical. Ambas islas están unidas con dos puentes en los que se encuentra un Roca Picuda, al que hay que pagarle al menos una moneda para poder ir hacia la otra isla, pero el número de monedas irá aumentando. En el centro del tablero, hay un Yoshi de color morado que intenta ir con un Yoshi rosa, que se encuentra sobre una pequeña isla que está rodeada de varios remolinos de agua. Si un jugador cae en una casilla de interrogación, un Cheep Chomp engullirá a Toad, causando que él y Bowser intercambien puestos. Si el jugador llega con Bowser, este último le dará un objeto inútil, que es un aro salvavidas, sin embargo, el aro se encoge y revienta, ocasionando que el jugador le pague 30 monedas a Bowser. Superestrella: Une al Yoshi morado con el Yoshi rosa. El jugador que terminó en último lugar, intentará ir con los dos Yoshis, pero será engullido por un Cheep Chomp.

- Wario's Battle Canyon (Cañones de batalla de Wario): Este tablero tiene la temática de un campo de batalla y está dividido por cinco áreas. Cuatro de ellas son accesibles por medio de cañones. Cuando un jugador habla con un Bob-omb, podrá entrar al cañón para dirigirse a otra área y después seleccionar la casilla donde aterrizará. Si un jugador cae en una casilla de interrogación, cambiará la dirección de los cañones. En una de las áreas hay un Shy Guy que si se le paga 10 monedas lleva al jugador al área de Bowser o trae a un oponente al mismo lugar donde está el Shy Guy. Si el jugador va al área de Bowser, le pagará 20 monedas para usar su cañón, pero en vez de eso, Bowser lo golpeará con su garra y llevará al jugador a otra área al azar. Superestrella: Declara la paz entre los Bob-omb rojos y negros. El jugador que finalizó en último lugar, será lanzado por el cañón de Bowser.

- Luigi's Engine Room (Cuarto de ingeniería de Luigi): Este tablero tiene puertas azules y rojas que se abren o se cierran cada turno, o también cayendo en las casillas de interrogación o pagando 20 monedas a uno de los dos robots. Durante un turno, las puertas azules estarán abiertas y las rojas cerradas y en el siguiente turno será lo contrario. En la parte superior izquierda del tablero hay dos casillas de interrogación que son hornos que llevan al jugador a una parte un poco más alta. Hay varias tuberías verdes que llevan al jugador al inicio del tablero. Aquí, Bowser aparece con un objeto inútil, que es una máquina que da una moneda, pero Bowser le roba 20 monedas al jugador. Superestrella: Aparece un barco volador. El jugador que terminó en cuarto lugar, será torturado por Bowser en los hornos.

- Mario's Rainbow Castle (El castillo arcoirís de Mario): Es un tablero ubicado en el cielo y con nubes. Hay una torre donde se encuentra Toad que vende una estrella y Bowser, que vende un objeto inútil, el cual es una estrella negra que cuesta 40 monedas. Solo uno de los dos aparece ahí. Si el jugador termina de hablar con uno de ellos o cae en una casilla de interrogación, la torre dará una vuelta y cambiará de Toad a Bowser o de Bowser a Toad. Superestrella: Aparecen arcoíris. El jugador que terminó en cuarto lugar, intentará subir por un arcoíris, pero resbalará, caerá y un Lakitu se lo llevará.

- Bowser's Magma Mountain (La montaña de Magma de Bowser): Es un tablero oculto, se desbloquea al comprarlo en la Tienda Champiñón con un costo de 980 monedas. Es uno de los tableros más difíciles del juego. Tiene la temática de un volcán. En la parte superior está Bowser. El tablero tiene 3 atajos, pero para usarlos, el jugador debe pagar 10 monedas y aparecerá una ruleta. Si al golpearla sale una estrella, el jugador tomará el atajo, pero si sale la cara de Bowser, no tomará el atajo. Al llegar a la parte superior aparecerá otra ruleta, la cual no tiene costo. Si sale una estrella, el jugador se salvará de ir con Bowser, pero si sale la cara de este último, entonces irá con él. Bowser le robará al jugador monedas o una estrella con su ruleta. Si el jugador cae en una casilla de interrogación, el volcán entrará en erupción, causando que las casillas azules se conviertan en casillas rojas durante dos turnos. Superestrella: El volcán se destruye y él derrota a Bowser.

- Eternal Star (La eterna estrella): Es otro tablero oculto, se desbloquea al recolectar 100 estrellas en el Banco Champiñón y haber jugado todos los tableros anteriores al menos una vez. Es sin duda el tablero más difícil de todos. Se trata de una estrella gigante que Bowser rompió, pero debido a esto, los jugadores deben usar máquinas teletransportadoras para trasladarse a otra parte del tablero. Es el único tablero del juego en donde Toad no vende estrellas. En su lugar, hay siete Bowsys (conocidos como Bebés Bowsers en el juego) que quieren hacer un desafío con los jugadores. Primero, el jugador debe pagar 20 monedas a un Bowsy. Después, este último golpeará un dado, pues entonces el jugador golpeará otro dado que solo tiene los números 8, 9 y 10. Si el jugador obtuvo un número mayor que el del Bowsy, recibirá la estrella, pero si sacó un número más bajo, él le robará una estrella (y si no, 20 monedas). Si un jugador cae en una casilla de interrogación, Bowser enviará a él y a los otros tres jugadores al inicio del tablero. Si algún jugador llega con Bowser, éste le robará una estrella (o todas las monedas si no tiene una estrella) y enviará a todos los jugadores al inicio del tablero y él cambiará las rutas de las máquinas teletransportadoras. Superestrella: Se forma una gran estrella que derrota a Bowser y a los siete Bowsys y la estrella gigante rota se reconstruye.

## Casillas
En todos los tableros hay casillas en las que ocurren diferentes eventos al caer en ellas.
- Casilla Azul: Al caer aquí, el jugador obtendrá 3 monedas, excepto en los últimos cinco turnos, porque obtiene 6 monedas.
- Casilla Roja: Al caer aquí, el jugador perderá 3 monedas, excepto en los últimos cinco turnos, porque pierde 6 monedas.
- Casilla Minijuego: Al caer aquí, el jugador irá a un minijuego donde solo podrá participar él o ella, pero antes se seleccionará al azar. Si lo gana, obtendrá monedas.
- Casilla de Interrogación "?": Al caer aquí, ocurrirá un evento, el cual varía dependiendo en el tablero que se encuentren los jugadores.
- Casilla de Admiración "!": Al caer aquí, el jugador participará en un juego llamado Chance Time, en el que él o ella tiene que golpear tres bloques para que un jugador le de monedas o estrellas a otro o incluso que intercambien monedas o estrellas.
- Casilla de Bowser: Al caer aquí, aparecerá Bowser para que el jugador participe en alguno de sus eventos que se seleccionan al azar, los cuales pueden afectar a él o ella y/o a los otros jugadores, se recomienda no caer en estas casillas. Si el jugador no tiene una sola moneda y cae en esta casilla, Bowser le dará algunas monedas.
- Casilla Champiñón: Al caer aquí, aparecerá un dado, si al golpearlo aparece un champiñón rojo, saldrá otro dado para que el jugador avance más casillas, pero si aparece un champiñón venenoso, el jugador no podrá avanzar casillas en el siguiente turno.

## Objetos
Estos objetos se pueden comprar en la Tienda Champiñón. La mayoría de estos objetos se pueden activar o desactivar en la caja fuerte que se encuentra en el Banco Champiñón, pero algunos se localizan en otros lugares del juego.
- Bloque Más: Cuesta 200 monedas, Si está activado, aparecerá rara vez en los tableros y el número que salga al golpearlo, serán las monedas que el jugador obtendrá.
- Bloque Menos: Cuesta 100 monedas. Si está activado, aparecerá rara vez en los tableros y el número que salga al golpearlo, serán las monedas que el jugador perderá.
- Bloque de Velocidad: Cuesta 200 monedas. Si está activado, aparecerá rara vez en los tableros para que el jugador avance solamente 8, 9 o 10 casillas.
- Bloque de Lentitud: Cuesta 100 monedas. Si está activado, aparecerá rara vez en los tableros para que el jugador avance solamente 1, 2 o 3 casillas.
- Bloque de Evento: Cuesta 200 monedas. Si está activado, estará escondido en una de las casillas del tablero. Si el jugador lo encuentra, el bloque aparece para acceder a un evento de Boo, Koopa Troopa o Bowser. Boo robará monedas o una estrella a un oponente, Koopa Troopa le dará al jugador 20 monedas y Bowser le robará 20 monedas.
- Bloque de Teletransporte: Cuesta 200 monedas. Si está activado, aparecerá rara vez en los tableros. Al golpearlo, el jugador intercambiará posición en el tablero con un oponente.
- Mecha Fly Guy: Cuesta 100 monedas. Sirve para contar las veces que se gira la palanca analógica del control de Nintendo 64. Se encuentra en la Casa de Minijuegos.
- Disco: Cuesta 50 monedas. Sirve para escuchar la música del juego en la Casa de Opciones.
- Loro parlante: Cuesta 50 monedas, en él se escuchan las voces de los personajes. Se encuentra en la Casa de Opciones.
- Caja de la suerte: Cuesta 400 monedas. Con esto se obtiene un 10% de interés en las monedas que el jugador recolectó al finalizar un tablero.
- Caja casino: Cuesta 300 monedas. Con esto puede obtener el doble o la mitad de las monedas que el jugador recolectó al finalizar un tablero.
- Magma Mountain: Cuesta 980 monedas. Al comprarlo, se desbloquea el tablero Bowser's Magma Mountain.
- No Koopa: Cuesta 500 monedas. Si está activado, Koopa Troopa no aparecerá en los tableros, sin embargo, este objeto no funciona en algunos tableros.
- No Boo: Cuesta 500 monedas. Si está activado, Boo no aparecerá en los tableros, sin embargo, este objeto no funciona en algunos tableros.

## Minijuegos
Una vez que los cuatro jugadores hayan terminado su turno en un tablero, empezara un minijuego, aunque también hay otros factores que determinan cuando toca un minijuego. Son cuatro modos de minijuegos:
- 4-Players Game: En este modo, los 4 jugadores participan individualmente.
- 1 vs. 3 Mini-Game: En este modo, un jugador compite contra los otros tres o viceversa.
- 2 vs. 2 Mini-Game: En este modo, los jugadores se organizan en dos equipos, cada uno con dos jugadores.
- 1-Player Game: En este modo, solo participa un jugador, que deberá pasar por un reto.

Al final de un turno, lo que determina el modo de minijuego, es el color de la casilla que cayeron los jugadores en el tablero, un jugador termina en color azul si cayó en una casilla azul y en color rojo si cayó en una casilla roja. Si cayó en una casilla verde, antes del minijuego se determinará por azar si es azul o rojo. Si los cuatro jugadores tienen el mismo color, comenzará un minijuego 4-Players Game. Si hay un jugador de color rojo y tres azules o al revés, uno azul y tres rojos, comenzará un minijuego 1 vs. 3. Si hay dos jugadores azules y dos rojos, comenzará un minijuego 2 vs. 2. En el tablero hay Casillas de Minijuegos, el jugador que caiga ahí le tocará participar en modo 1-Player Game. Al caer en una Casilla de Bowser, en algunos de sus eventos tocará Minijuegos por Bowser, en los que a los perdedores, Bowser les roba monedas.
| - Balloon Burst - Bombs Away - Box Mountain Mayhem - Bumper Balls - Buried Treasure - Cast Aways - Coin Block Blitz - Crazy Cutter - Face Lift - Grab Bag - Hammer Drop - Hot Bob-omb - Hot Rope Jump - Key-pa-Way - Mario Bandstand - Mushroom Mix-up - Musical Mushroom - Platform Peril - Running of the Bulb - Shy Guy Says - Skateboard Scamper - Slot Car Derby - Tipsy Tourney - Treasure Divers | - Bash 'n' Cash - Bowl Over - Coin Block Bash - Coin Shower Flower - Crane Game - Paddle Battle - Pipe Maze - Piranha's Pursuit - TightRope Treachery - Tug o' War - Bobsled Run - Bombsketball - Deep Sea Divers - Desert Dash - Handcar Havoc - Ghost Guess - Ground Pound - Knock Block Tower - Limbo Dance - Memory Match - Pedal Power - Shell Game - Slot Machine - Teetering Towers - Whack-a-Plant |

## Estadio de Minijuegos
El Estadio de Minijuegos (Mini-Game Stadium) es un tablero con forma de estrella en el que cuatro jugadores pueden participar. Para acceder aquí, se debe ir a la Casa de Minijuegos y seleccionar una vasija roja que se encuentra a la derecha. En el Estadio de Minijuegos no se venden estrellas, los jugadores solamente deben recolectar monedas, al caer en una casilla azul o roja, el jugador no obtendrá ni perderá monedas. Para obtener monedas se debe participar en minijuegos o al pasar junto al Koopa Troopa que dará 10 monedas. El jugador que haya obtenido la mayor cantidad de monedas al finalizar todos los turnos será el ganador.

## Controversia
En Mario Party, algunos minijuegos piden a los jugadores hacer girar la palanca analógica del control de Nintendo 64. Según los informes, algunos jugadores resultaron con ampollas, quemaduras por fricción y laceraciones por girar la palanca usando las palmas de sus manos en lugar de usar su dedo pulgar. Además, la palanca del control, al ser de mala calidad, era probable que se terminara descomponiendo debido al uso excesivo del control.
A pesar de que no hubo demandas presentadas, alrededor de 90 quejas fueron recibidas por la oficina del fiscal general de Nueva York y de Nintendo of America, finalmente llegaron a un acuerdo, que incluyó el suministro de guantes para cualquier persona que se había lastimado la mano durante el juego y el pago del estado de $75.000 honorarios legales. En ese momento, el uso de guantes para los aproximadamente 1,2 millones de usuarios del juego que podrían haber sido afectados podría haber costado a Nintendo hasta $80 millones.

La rotación de la palanca analógica se ha utilizado escasamente desde Mario Party 2. A pesar de que las palancas analógicas actuales de Nintendo son más adecuadas para jugar estos juegos en vez del plástico duro del control del Nintendo 64, Mario Party no fue relanzado para la Consola Virtual. Para la Consola Virtual de Wii, Nintendo lo desestimó y en su lugar relanzó Mario Party 2. El juego tampoco fue relanzado para la Consola Virtual de Wii U. En 2022, por medio de un Nintendo Direct, se anunció que Mario Party sería relanzado por primera vez para el servicio de Nintendo Switch Online el 2 de noviembre del mismo año, sin embargo, al momento de iniciar el juego, en la parte superior de la pantalla aparece el mensaje:
¡ATENCIÓN! Para evitar que la piel se irrite o que la palanca de control se dañe, no la rotes con la palma de la mano. Rota la palanca de control con el dedo pulgar o agarrándola entre el dedo pulgar y el dedo índice.